# Îlot Aombe

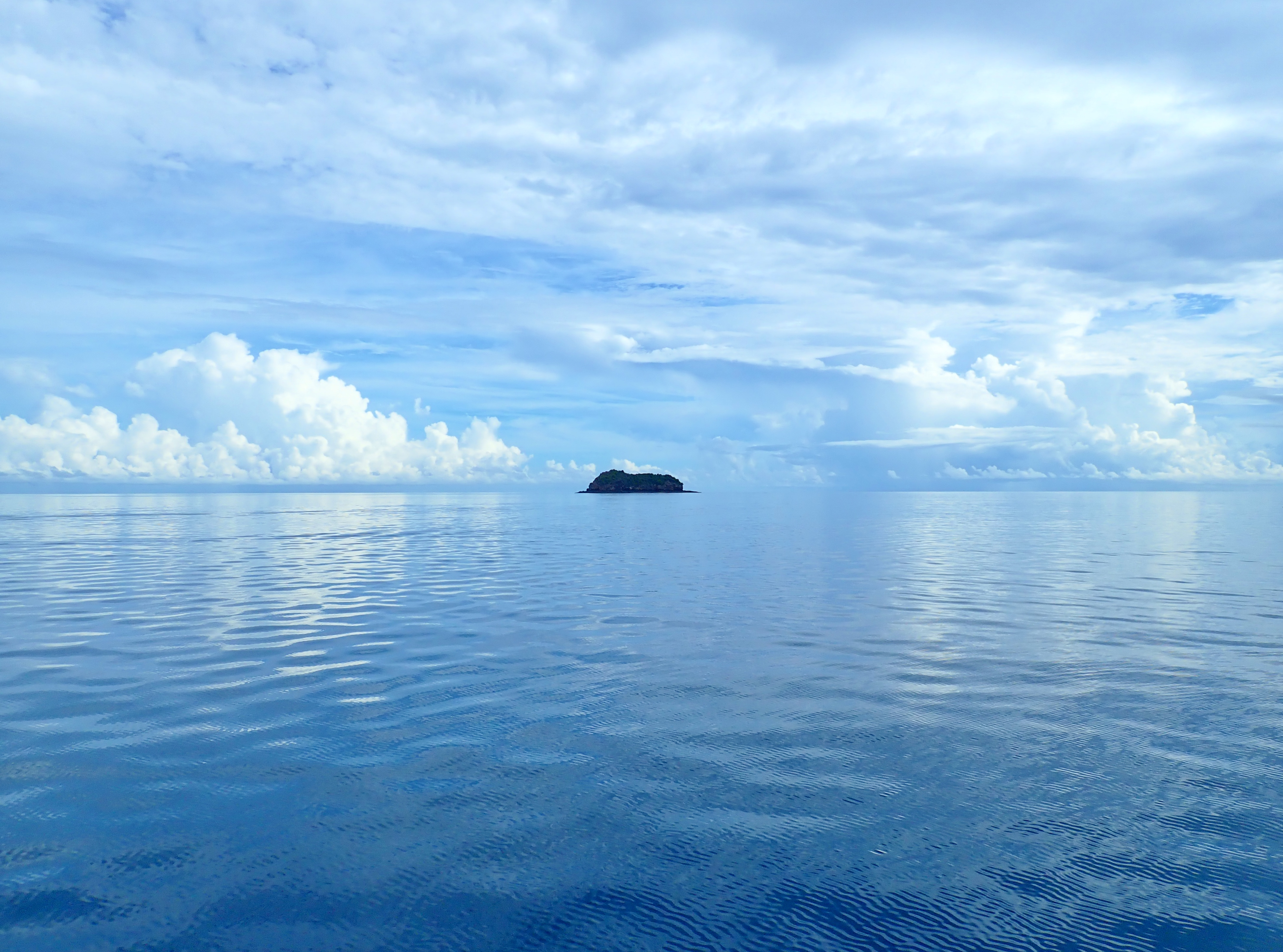
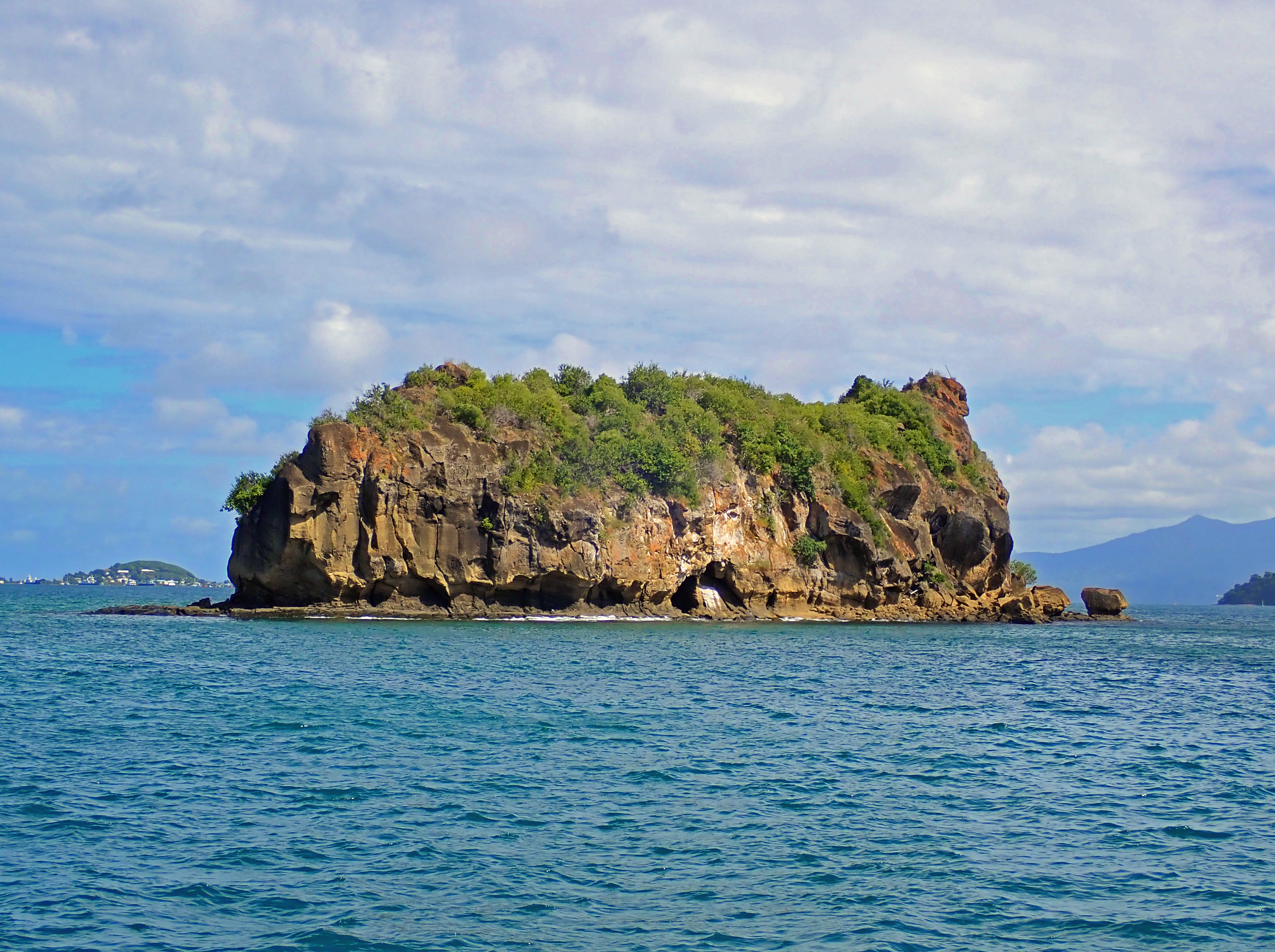

L'Îlot Aombe (aussi appelé Gombé Ndroumé) est un îlot inhabité situé au nord-est du lagon de Mayotte.